# Gnop!
Gnop! foi o primeiro jogo de computador criado e publicado pela Bungie Studios para o Mac OS. Era um simples clone de Pong escrito e lançado após 20 anos do original.
O jogo foi criado por Alex Seropian em 1990, um pouco antes da incorporação oficial da Bungie. O nome do jogo, Gnop! é a escrita inversa de Pong. O jogo consiste em um ping-pong de 8 bits onde o oponente deve perder a bola.
O jogo se tornou popular o suficiente entre os jogadores de mac, já que o jogo era gratuito. No entanto, alguns fãs estavam dispostos a comprar o código fonte, que a Bungie ofereceu por US$ 15 (USD).